# Decembrie 2000
Acest articol este generat integral pe baza informațiilor din articolul 2000 și este actualizat periodic de un robot.
 Editările făcute în articol vor fi șterse la următoarea actualizare! Dacă doriți să faceți modificări, editați articolul-sursă.

ianuarie -
februarie -
martie -
aprilie -
mai -
iunie -
iulie -
august -
septembrie -
octombrie -
noiembrie -
decembrie
Decembrie 2000 a fost a douăsprezecea lună a anului și a început într-o zi de vineri.

## Evenimente
- 10 decembrie: Al doilea tur de scrutin al alegerilor prezidențiale. Prezența la vot este de 57,50%. Ion Iliescu reușește să obțină 66,82% din voturile valabil exprimate, iar Corneliu Vadim Tudor 33,17%.
- 13 decembrie: Curtea Constituțională respinge cererea PRM de anulare a alegerilor prezidențiale, turul doi de scrutin.
- 15 decembrie: Sunt aleși președinții celor două Camere ale Parlamentului. La Senat Nicolae Văcăroiu (PDSR), la Camera Deputaților Valer Dorneanu (PDSR).
- 20 decembrie: Ion Iliescu depune jurământul de președinte al României în Parlament.
- 28 decembrie: În plenul celor două Camere ale Parlamentului, guvernul Adrian Năstase primește votul de invesitură (314 voturi pentru, 145 împotrivă).

## Decese
- 4 decembrie: Henck Arron (Henck Alphonsus Eugène Arron), 64 ani, om politic surinamez, prim-ministru (1973-1980), vicepreședinte al Republicii Surinam (1988-1990), (n. 1936)
- 4 decembrie: Horia Bernea, 62 ani, pictor român (n. 1938)
- 10 decembrie: José Águas (José Pinto Carvalho Santos Águas), 70 ani, fotbalist portughez (atacant), (n. 1930)
- 15 decembrie: Efrem Vîșcauțan, evreu basarabean, profesor-metodolog de muzică și violonist sovietic moldovean (n. 1915)
- 19 decembrie: Koharu Kisaragi, 44 ani, scriitoare japoneză (n. 1956)
- 25 decembrie: W.V. Quine (Willard Van Orman Quine), 92 ani, filosof și logician american (n. 1908)
- 26 decembrie: Jason Robards (Jason Nelson Robards, Jr.), 78 ani, actor american (n. 1922)
- 29 decembrie: Jacques Laurent, scriitor francez (n. 1919)
- 31 decembrie: Vasile Rus-Batin, 66 ani, sculptor român (n. 1934)